# Río Tacuarí
Der Río Tacuarí ist ein Fluss im Osten Uruguays.
Er entspringt auf dem Gebiet des Departamento Cerro Largo westlich von Puntas del Parao in der Cuchilla Guazunambí. Von dort fließt auf einer Gesamtlänge von 230 km zunächst in nördliche Richtung und ändert die Fließrichtung nach relativ kurzer Distanz nach Osten, um dann südlich von Melo von Nordwesten nach Südosten bis zur Grenze von Treinta y Tres zu fließen. Dabei passiert er die Orte Arachania und später auch Plácido Rosas. Auf seinem weiteren Verlauf bildet er bis zur Mündung die Departamentogrenze. Er mündet schließlich westsüdwestlich von Lago Merín in die Laguna Merín. Die Größe seines Einzugsgebiets beträgt in etwa 3.600 km².
Ein Nebenfluss des Río Tacuarí ist der Arroyo Chuy del Tacuarí.
Im Río Negro und im Río Tacuarí Becken wurde im Jahr 2009 die bisher unbekannte Buntbarsch-Art Gymnogeophagus tiraparae entdeckt.

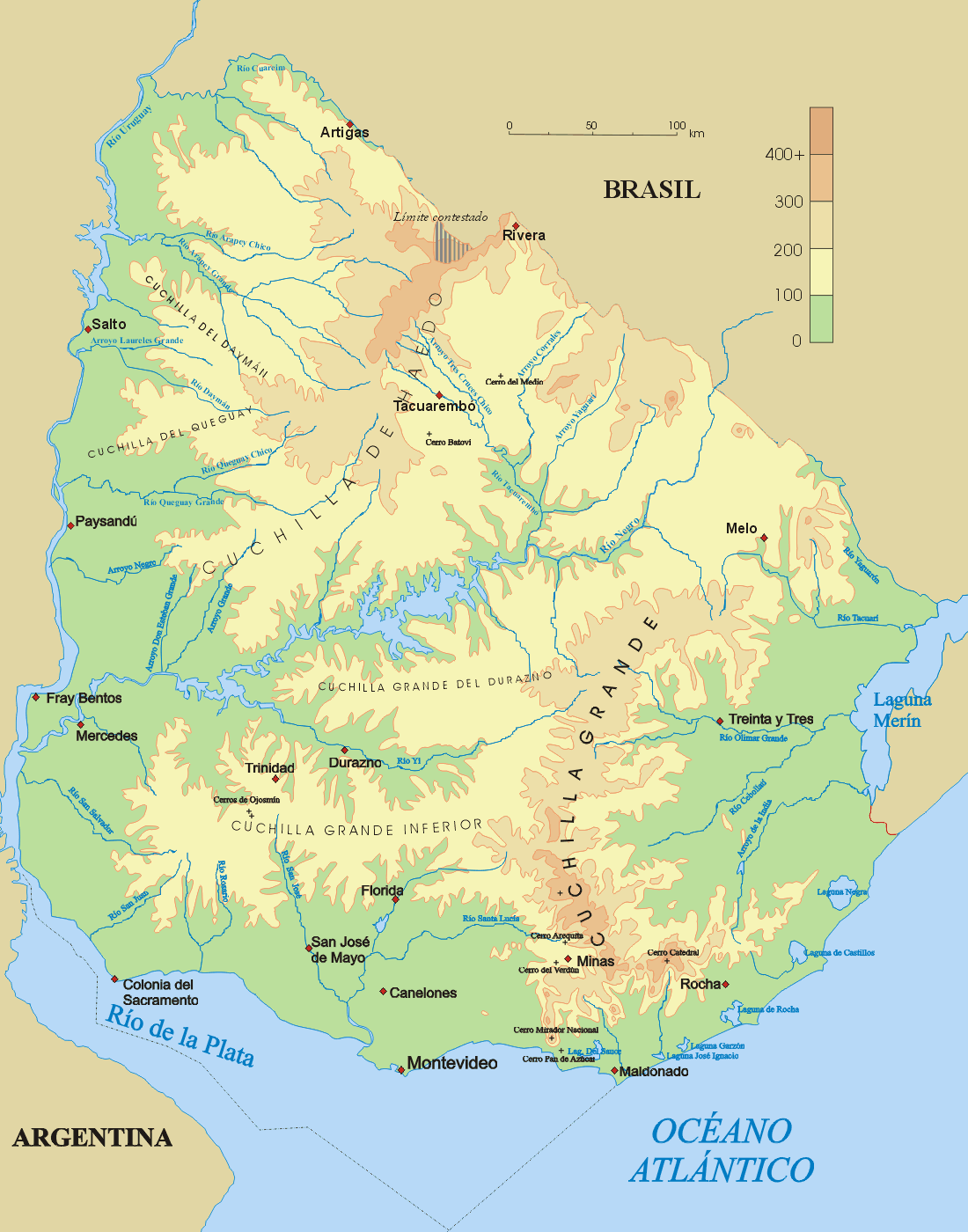
Karte mit Verlauf des Flusses